# Krohnitta subtilis
Krohnitta subtilis är en djurart som tillhör fylumet pilmaskar, och som först beskrevs av Giovanni Battista Grassi 1881.  Krohnitta subtilis ingår i släktet Krohnitta och familjen Krohnittidae. Inga underarter finns listade i Catalogue of Life.